# Rinlo (przystanek kolejowy)
Rinlo – przystanek kolejowy kolei wąskotorowej FEVE w Ribadeo, w Galicji, w Hiszpanii.
| Rinlo                                  |  |                           |
| Linia Ferrol - Oviedo/Gijon (141,4 km) |  |                           |
| Os Castrosodległość: 1,8 km            |  | Ribadeo odległość: 4,9 km |